# Ctenopharynx pictus
Ctenopharynx pictus é uma espécie de peixe da família Cichlidae.
Pode ser encontrada nos seguintes países: Malawi, Marrocos e Tanzânia.
Os seus habitats naturais são: lagos de água doce.